# Mircea Paraschiv
Mircea Paraschiv (n. 1954, București) este un fost jucător de rugby român, care a devenit antrenor. Este singurul român inclus în Wall of Fame-ul din World Rugby Museum.

## Carieră
S-a apucat de rugby la Școala Generala nr. 64, unde a fost descoperit de Mariana Lucescu. La seniori a activat la Sportul Studențesc sub îndrumarea lui Teodor Rădulescu. În anul 1975 a fost convocat la CS Dinamo București pentru serviciul militar. A petrecut restul carierei sale de jucător la acest club, cu care a cucerit titlul național în 1982.
Și-a făcut debutul la echipa națională a României într-un meci de Cupa FIRA cu Spania în mai 1975. A fost component al echipei care a obținut cea mai categorică victorie din istoria naționalei de rugby, 100–0 cu Bulgaria în 1976 la Burgas. În același an, la vârsta de 22 de ani, a devenit cel mai tânăr capitan a naționalei, pe care a condus-o la victorii istorice cu Franța în 1976 (15–12) și în 1980 (15–0), cu Țara Galilor în 1983 (24–6) și cu Scoția în 1984 (28–22). A participat ca jucător-antrenor la prima ediției a Cupei Mondiale, în 1987, unde a jucat în toate cele trei meciuri, marcând un eseu în meci cu Zimbabwe. De-a lungul carierei, a strâns 62 de selecții pentru „Stejarii” și a marcat 24 de puncte, înscriind șase eseuri.
În anul 1988, a devenit antrenor principal la CS Dinamo, înlocuindu-l pe Ion Țuțuianu. Cu acest club a câștigat opt titluri naționale și patru Cupe României. A fost și antrenorul echipei naționale de tineret și a echipei naționale de rugby în VII. În 1994 a fost numit antrenor al „Stejarilor”, pe care le-a pregătit la Cupa Mondială din 1995 (ca antrenor secund) si la cea din 1999 (ca antrenor principal). Sub îndrumarea sa România a suferit în 2001 la Stadionul Twickenham cea mai dură înfrângere din istorie, 0–134 în fața Angliei. Paraschiv a demisionat în urma acestui eșec. În paralel, Dinamo a pierdut 3–113 cu englezii de la Saracens F.C. în sezonul 2002 al Scutului European. În consecința, conducerea lui Dinamo a scos clubul din competiții europene pentru doi ani. Paraschiv a fost amendat cu cinci milioane de lei. În 2003 a devenit manager al secțiile de rugby si de hochei pe gheață de la Dinamo. A fost antrenor principal la RCJ Farul Constanța în sezonul 2010, apoi la CSO Pantelimon în sezoanele 2011 și 2012, promovând echipa la SuperLiga. În 2013 s-a întors la Constanța, dar cel al doilea mandat s-a încheiat repede în urma unor rezultate slabe al echipei.

## Legături externe
- en  Statistice internaționale Arhivat în 6 ianuarie 2016, la Wayback Machine. pe ESPN Scrum